# Махелен
Махелен (на нидерландски: Machelen) е селище в Централна Белгия, окръг Хале-Вилворде на провинция Фламандски Брабант. Населението му е около 12 500 души (2006).